# Konstrukció (film)
A Konstrukció (eredeti cím: Hypnotic) 2023-ban bemutatott amerikai sci-fi filmthriller, amelyet Robert Rodríguez és Max Borenstein forgatókönyvéből Rodríguez rendezett. Rodríguez produceri, társírói és vágói feladatkört is ellátott, míg fiai, Rebel és Racer Max zeneszerzőként és producerként működtek közre. A főbb szerepekben Ben Affleck, Alice Braga, J. D. Pardo, Hala Finley, Dayo Okeniyi, Jeff Fahey, Jackie Earle Haley és William Fichtner látható.
Az Amerikai Egyesült Államokban 2023. május 12-én mutatták be a mozikban. Magyarországon június 8-án jelent meg a Fórum Hungary forgalmazásában. Általánosságban vegyes véleményeket kapott a kritikusoktól.

## Cselekmény
Danny Rourke austini rendőrnyomozó felidézi terapeutájának hétéves kislánya, Minnie elrablását, amely házassága felbomlásához vezetett. Nicks nevű társával kapnak egy névtelen bejelentést, miszerint épp kirabolják egy bank széfjét. A megfigyelés során szemtanúi lesznek, amint egy titokzatos férfi (számukra nem hallható) utasításokat ad a civileknek, a banki alkalmazottaknak és a rendőrőknek, akik látszólag követik a parancsait, miközben ő bemegy a bankba. Rourke a megadott széfhez siet, és talál benne egy képet Minnie-ről, rajta a "Keresd meg Lev Dellrayne-t" felirattal. 
Rourke meg van győződve arról, hogy a rablásnak köze van a lánya eltűnéséhez, ezért nyomozni kezd. A Nicks által leadott nyomok Rourke-ot Diana Cruz jósnő címére vezetik. Miután Rourke leírja neki a bankrablót, Cruz egyik ügyfele, akit ez a férfi irányít, egy motorkerékpárral áthajt Cruz kirakatán, majd öngyilkos lesz. Rourke védőőrizetbe veszi Cruzt. Elmagyarázza, a titokzatos férfit a bankból "Lev Dellrayne"-nek hívják, és hogy ő és Cruz a szökött "hipnoták": nagyhatalmú hipnotizőrök, akiket egy titkos kormányzati "Divízió" képzett ki az emberek elméjének irányítására. Rourke rejtélyes módon immúnis az ilyen jellegű agykontrollra, miközben Cruz megpróbál hatni rá. Dellrayne a rendőrörsön kívül arra utasítja Nickset, támadja meg Rourke-ot és Cruzt, mire a nő önvédelemből fejbelövi.
Rourke és Cruz Mexikóba menekül. Ott megtudják a Divízió egy korábbi kapcsolattartójától, Jeremiah-tól, hogy Dellrayne a "Dominót" keresi, egy fegyvert, melyet Dellrayne ellopott és elrejtett, amikor megszökött. Dellrayne ezután kitörölte saját memóriáját, és "triggereket" hagyott hátra, amelyek arra késztették, hogy fokozatosan felidézze a Domino tartózkodási helyét, és visszanyerje saját hipnotikus erejét. Jeremiah felfedi magát, mint az álcázott Dellrayne és üldözőbe veszi a párost egy hipnotikusan felépített környezeten keresztül. Rourke rácsatlakozik saját, korábban ismeretlen hipnotikus erejére, és lehetővé teszi számukra a menekülést.
Rourke és Cruz felkeresi Rivert, a Divízió visszavonult hackerét, aki rábukkan Rourke feleségére, Vivianra a Divízió adatbázisában. Később Rourke maga is utánanéz River adatbázisának, és rájön, Minnie valójában a Domino, két nagyhatalmú hipnotizőr lánya: Rourké és Cruzé (akiről kiderül, hogy Vivian). Amikor "Cruz" félbeszakítja őt, Rourke rájön, a szoba és az összes eddigi esemény hipnotikus konstrukció volt. Egy nagy helyiségben ébred fel, amelyet a Divízió ügynökei népesítettek be, akiket mind látott a felépített történet során, beleértve Nickset és "Dellrayne-t" is. 
Vivian és "Dellrayne" elmagyarázzák, hogy Rourke és Vivian egyaránt hipnotizőrök, lányuk, Minnie a Divízióban született és nevelkedett, de a férfi megszökött vele, hogy ne váljon a fegyverükké. Miután elrejtette őt, majd kitörölte az emlékezetét, Rourke már emlékezett arra, hogy hol van. A Divízió a lány keresésének konstrukcióin vezette végig, hogy emlékezzen rá. Rourke visszakerül a konstrukcióba, ahol megismétli a terapeutájával tartott ülést és a bankrablásnál folytatott megfigyelést. Rourke azonban hamarosan megszökik a saját erejét használva, és elmenekül, miközben a Divízió rájön, a ""Keresd meg Lev Dellrayne-t" nem egy személyre, hanem a "Deer Valley Lane"-re utal: annak a farmnak a helyszínére, ahol Rourke nevelőszülei Minnie-t rejtegetik.
Rourke megérkezik a farmra és újra találkozik Minnie-vel, aki immár három évvel idősebb és teljes mértékben uralja hipnotikus erejét. A Divízió körülveszi a farmot, de kiderül, mindez csak egy újabb, Minnie által kreált konstrukció. Minnie visszaállítja Vivian emlékeit arról, hogy részt vettek Rourke és Minnie szökésében, és az emlékeit később kitörölték: amikor Minnie elég erős lesz az egész Divízió legyőzésére, akkor Vivian akaratlanul elvezeti őket hozzá. Minnie rákényszeríti a Divízió ügynökeit, hogy azok megöljék egymást. Ő, a szülei és Rourke nevelőszülei pedig megünneplik újonnan nyert szabadságukat.
Később kiderül, "Dellrayne" túlélte a lövöldözést, mivel Rourke nevelőapját úgy alakította ki, hogy úgy nézzen ki, mint ő a Minnie-vel folytatott harc során.

## Szereplők
| Színész               | Szerep        | Magyar hang      |
| --------------------- | ------------- | ---------------- |
| Ben Affleck           | Danny Rourke  | Széles Tamás     |
| Alice Braga           | Diana Cruz    | Pálmai Anna      |
| J. D. Pardo           | Nicks         | Olt Tamás        |
| Dayo Okeniyi          | River         | Horváth Illés    |
| Jeff Fahey            | Carl          | Mihályi Győző    |
| Jackie Earle Haley    | Jeremiah      | Péter Richárd    |
| William Fichtner      | Lev Dellrayne | Schnell Ádám     |
| Zane Holtz            | Trout         |                  |
| Ruben Cabaalero       | Watkins       |                  |
| Kelly Frye            | Viv           |                  |
| Sandy Avila           | Thelma        |                  |
| Ryan Ryusaki          | Bong          |                  |
| Hala Finley (10 éves) | Minnie        | Pőcze Petra      |
| Ionie Olivia (7 éves) | Minnie        | Schmidt Karolina |

### Magyar változat
- Magyar szöveg: Jeszenszky Márton
- Hangmérnök és vágó: Szabó Miklós
- Gyártásvezető: Boskó Andrea
- Szinkronrendező: Balázs Barbara Orsolya
- Produkciós vezető: Balázs Barbara Orsolya

A szinkront a Dub 4 Stúdió készítette el.

## A film készítése
Robert Rodríguez már 2002-ben megírta a Konstrukció kezdeti forgatókönyvét, és "az egyik kedvenc történetének" tartotta. 2018 novemberében megerősítették, hogy Rodríguez lesz a rendező, az eredeti forgatókönyvet pedig Max Borenstein írta újra a Studio 8 számára. 2019 novemberében arról számoltak be, hogy a Studio 8 a Solstice Studios-szal együttműködve fogja elkészíteni a filmet, amely megszerezte a hazai forgalmazási jogokat.
2019 novemberében dőlt el, hogy Ben Affleck kapta meg a főszerepet. 2021 májusában Alice Braga is csatlakozott a stábhoz, a forgatás pedig szeptember 20-án kezdődik a texasi Austinban. 2021 szeptemberében Hala Finley csatlakozott a szereplőgárdához. 2021 októberében Dayo Okeniyi, William Fichtner és J. D. Pardo is szerepet kapott. Rodríguez gyerekei is közreműködtek a produkció elkészültében különböző minőségben.
A forgatás 2021. szeptember 27-én kezdődött Austinban, és ugyanezen év november 19-én fejeződött be.

## Bemutató
A Konstrukciót eredetileg a Solstice Studios tervezte bemutatni az Egyesült Államokban. 2023 márciusában bejelentették, hogy a Ketchup Entertainment lesz a hazai forgalmazó, miután a Solstice Studios 2022 végén megszűnt. A film "work-in-progress" vágott változatát 2023. március 12-én mutatták be a South by Southwest rendezvényen. A projekt végül 2023. május 12-én jelent meg az Egyesült Államokban a Ketchup Entertainment és a Relativity Media forgalmazásában.

## Fogadtatás

### Bevételi adatok
A Könyvklub: A következő fejezet című filmmel együtt mutatták be, és az első napon 240 ezer dollárt gyűjtött 2118 moziban. 2,4 millió dollárral debütált, és a hatodik helyen végzett. Ez volt Rodríguez és Affleck karrierjének legrosszabb nyitóhétvégéje, részben a stúdió nagyon kevés marketingtevékenységét okolták. A film meg is bukott a kasszáknál, a 65 milliós költségekhez képest csak 16,3 millió volt a bevétel.

### Kritikai visszhang
A kritika teljes mértékben leírta a filmet, a fő kifogások a cselekmény teljes hiteltelenségét, képtelenségét, a színészek enerváltságát, illetve a dramaturgia klisés, 2023-as filmhez képest idejétmúlt jellegét érintették; a film próbál komolynak tűnni, de a zavaróan hiteltelen történet és szereplők miatt nem lehet komolyan venni. A kritikák abban is egyetértettek, hogy Robert Rodrígueztől a korábbi filmjeihez képest többet vártak volna egy közepes akciófilmnél, amit állítólag 20 év óta meg akart valósítani.

## Fordítás
- Ez a szócikk részben vagy egészben  a   Hypnotic (2023 film) című angol Wikipédia-szócikk fordításán alapul.  Az eredeti cikk szerkesztőit annak laptörténete sorolja fel. Ez a jelzés csupán a megfogalmazás eredetét és a szerzői jogokat jelzi, nem szolgál a cikkben szereplő információk forrásmegjelöléseként.